# Trest smrti v Angole
Trest smrti v Angole byl ústavou zakázán v roce 1992. Poslední poprava byla v Angole vykonána v roce 1977, kdy byl popraven Nito Alves a řada jeho stoupenců, kteří byli odsouzeni za velezradu. V Angole se popravovalo zastřelením popravčí četou.
Angola v letech 2007, 2008, 2010, 2012, 2014, 2016, 2018 a 2020 hlasovala pro moratorium OSN na trest smrti a také 24. září 2013 podepsala Druhý opční protokol Mezinárodního paktu o občanských a politických právech, který ratifikovala 2. října 2019.